# 敘利亞中部戰役
敘利亞中部戰役是叙利亚内战其中一場戰役，於2017年7月14日開始，承接先前的敘利亞沙漠攻勢和拉卡省南部攻勢。敘利亞政府軍的目標是攻佔蘇赫奈，切斷伊斯兰国在蘇赫奈以西的控制區與代尔祖尔省的聯繫，然後向代尔祖尔進軍，解除伊斯蘭國對當地的長期圍困。

## 北線進展
2017年7月14日，敘政府軍在拉卡省南部向伊斯蘭國進攻，向古城魯薩費（Resafa）以南的地區推進。與此同時，俄軍在拉卡省和霍姆斯省猛烈空襲伊斯蘭國分子。
7月21日，敘軍推進至魯薩法以東30公里處。4天後，敘軍距離代爾祖爾省西部邊界只有9公里。敘政府軍在敘利亞民主力量控制的幼發拉底河南岸地區以南向東和東北推進，抵達拉卡東南方的幼發拉底河南岸。
7月27日，北線敘軍從拉卡省攻入代爾祖爾省。
7月29日，數十名伊斯蘭國分子在日出時份乘小貨車突襲拉卡省西部的敘軍據點，敘軍敗退後重新集結和反攻，伊斯蘭國分子帶着擄獲的武器彈藥撤退。同日伊斯蘭國分子在幼發拉底河南岸的Ghan Al-‘Ali和Shinan兩鎮附近發動反攻，出動超過10輛自殺炸彈車攻擊以老虎部隊為主力的敘軍，超過40名敘軍士兵陣亡。敘軍最終奪回所有重要據點。
老虎部隊在8月1日繼續進攻，至8月2日已收復幼發拉底河西岸的7個村鎮，伊斯蘭國方面有超過100人傷亡。

## 南線進展
7月16日，伊斯蘭國在位於霍姆斯省與代尔祖尔省交界的Hamimah地區擊退敘利亞陸軍第5軍和第18裝甲師的進攻。
7月26日，敘軍攻佔蘇赫奈西南8公里處的最後一些小山，至此敘軍炮火已覆蓋蘇赫奈全鎮。隨後敘軍開始進攻蘇赫奈。
7月29日，敘軍攻入蘇赫奈西南部。8月5日，敘軍攻佔蘇赫奈。

## 南北合圍
2017年8月18日，南北兩路敘軍在伊特里亞以南地區會師，伊斯蘭國在霍姆斯省和哈馬省的一塊有3,000平方公里大的控制區被完全包圍。